# Gabriel Raminhos
Gabriel da Conceição Raminhos (Reguengos de Monsaraz, 8 de Dezembro de 1924 - Carcavelos, 10 de Maio de 2020) foi um escritor português.  

## Biografia

### Nascimento e formação
Nasceu em 8 de Dezembro de 1924, em Reguengos de Monsaraz, filho de Maria Francisca Raminhos e de António José Tomé.

### Carreira
Durante os anos finais da Segunda Guerra Mundial, mudou-se para Carcavelos, onde se empregou uma empresa de moagem como paquete. Quando deixou a empresa, já foi a categoria de chefe da contabilidade.
Destacou-se principalmente como poeta, sendo considerado uma das maiores figuras na cultura de Reguengos de Monsaraz. Começou a escrever poesia durante a Década de 1940, para o periódico Eco de Reguengos. Posteriormente começou a colaborar no Jornal Palavra, onde permaneceu até ao seu falecimento. Publicou várias obras, incluindo Reflexos da vida em 2001, Do Sonho à realidade em 2003, Lembranças do Alentejo em 2004, e Quadras que ficam… e As palavras depois dos oitenta…, ambos em 2008, tendo estas duas últimas sido apresentadas no evento Encontro de Reguenguenses Ausentes, no âmbito das Festas de Santo António desse ano. Deixou igualmente colaboração em vários programas de rádio e nas feiras do livro em Reguengos, e discursou durante a inauguração da Biblioteca Municipal, em 2013, tendo nessa ocasião lançado o seu livro No Ensaio dos Sentimentos.

### Falecimento e homenagens
Faleceu em 10 de Maio de 2020, em Carcavelos, aos 95 anos de idade.
Foi em diversas ocasiões premiado nos Jogos Florais, incluindo o primeiro prémio de Quadra Popular, na XX edição daquele concurso, em Monforte, o primeiro prémio em Quadra e o terceiro em Poesia Obrigada a Mote na décima edição dos Jogos Florais de Avis, e o segundo prémio de Poema Livre nos VIII Jogos Florais da Associação de Professores de Português. Na altura da sua morte, foi homenageado pela autarquia de Reguengos de Monsaraz, que destacou a sua importância na cultura da cidade.

## Obras publicadas
- Reflexos da vida (4 vols, 2001 - 2002)
- Do sonho à realidade (2003)
- Lembranças do Alentejo (2004)
- Quadras que ficam... (2008)
- As palavras depois dos oitenta... (2008)
- No Ensaio dos Sentimentos (2013)